# Karmelowy obóz
Karmelowy obóz (ang. Camp Candy, 1989–1992) – amerykański serial animowany opowiadający o przygodach druha Johna i dzieci z obozu oraz siostry Molly.
Akcja serialu rozgrywa się na letnim obozie, gdzie John Karmel i jego dzieci przeżywają niezwykłe i zwariowane przygody.

## Bohaterowie
- John Karmel – drużynowy w Karmelowym Obozie.
- Siostra Molly – pielęgniarka w Karmelowym Obozie.
- Iggy – najdzielniejszy harcerz w Karmelowym Obozie. Często bywa tchórzliwy.
- Olka – pierwsza harcerka w Karmelowym Obozie.
- Vanessa – druga harcerka w Karmelowym Obozie. Lubi dbać o swój wygląd.
- Ruby – trzecia harcerka w Karmelowym Obozie. Pasjonuje się przyrodą i zwierzętami.
- Rick – najstarszy wśród harcerzy. W wolnym czasie uwielbia słuchać muzyki.
- Teodor – harcerz pasjonujący się przyrodą.
- Binky – najmłodszy z harcerzy. Często sprawia dużo kłopotów.
- Luke de Lasso – wróg Johna Karmela. Chce za wszelką cenę przejąć Karmelowy obóz.
- Chester – pomocnik Luke’a de Lasso. Trochę niezdarny.

## Wersja polska
Opracowanie i udźwiękowienie wersji polskiej: na zlecenie Jetix Play – Studio Eurocom
Reżyseria:
- Tomasz Marzecki (odc. 1-15, 26-32),
- Ewa Kania (odc. 16-25, 33-39)

Dialogi:
- Kaja Sikorska (odc. 1-2, 14-15, 22-23, 28, 30),
- Anna Niedźwiecka (odc. 3-10, 16-18, 24-25),
- Berenika Wyrobek (odc. 11-13, 20-21, 31, 37-38),
- Aleksandra Rojewska (odc. 26-27, 29, 32-34),
- Wojciech Szymański (odc. 35-36),
- Anna Całczyńska (odc. 39)

Dźwięk i montaż:
- Krzysztof Podolski (odc. 1-5, 10-13, 15-18, 20-39),
- Jacek Kacperek (odc. 6-9, 14)

Kierownictwo produkcji: Marzena Omen-Wiśniewska
Udział wzięli:
- Cezary Kwieciński
- Brygida Turowska
- Magdalena Krylik
- Aleksandra Rojewska
- Anna Apostolakis
- Katarzyna Łaska
- Łukasz Lewandowski
- Robert Tondera
- Iwona Rulewicz
- Hanna Kinder-Kiss
- Krzysztof Zakrzewski
- Joanna Węgrzynowska
- Janusz Wituch
- Adam Krylik
- Jarosław Domin
- Tomasz Marzecki
- Aleksandra Bieńkowska

Tekst piosenki: Andrzej Gmitrzuk (odc. 34)
Śpiewały: Magdalena Tul oraz Katarzyna Łaska i Anna Sochacka (odc. 34)
Kierownictwo muzyczne: Piotr Gogol (odc. 34)

## Odcinki
- Serial pojawił się po raz pierwszy 4 grudnia 2006 roku na kanale Jetix Play.
- Serial liczy 39 odcinków. Odcinki składają się z jednego lub dwóch epizodów.
- III seria nie ma podpisanych angielskich tytułów, a drugi epizod 28 odcinka nie ma oficjalnego tytułu polskiego, w tabeli podany jest tytuł wynikający z kontekstu odcinka.
- Jetix Play pomijał odcinek 19. Został on jednak wyemitowany 12 stycznia 2010 roku na kanale TV Puls.
- Od 17 grudnia 2009 roku serial był emitowany na kanale TV Puls.

### Spis odcinków
| Pierwsza emisja | N/o | Polski tytuł                          | Angielski tytuł                                | Niemiecki tytuł                    |
| --------------- | --- | ------------------------------------- | ---------------------------------------------- | ---------------------------------- |
|                 |     |                                       |                                                |                                    |
| SERIA PIERWSZA  |     |                                       |                                                |                                    |
|                 |     |                                       |                                                |                                    |
| 04.12.2006      | 01  | Zły duch bagnistego lasu              | The Forest’s Prime Evil                        | Gefahr für Camp Candy              |
|                 |     |                                       |                                                |                                    |
| 05.12.2006      | 02  | Mała Stopa, duży kłopot               | Small Foot, Big Trouble                        | Der kleine Großfuß                 |
|                 |     |                                       |                                                |                                    |
| 06.12.2006      | 03  | Stwór z Jeziora Kaczanoga             | The Katchatoree Creature                       | Ein Ungeheuer im See               |
|                 |     |                                       |                                                |                                    |
| 07.12.2006      | 04  | Twardy jak Skała                      | Tough as Nayles                                | Das Gewitter                       |
|                 |     |                                       |                                                |                                    |
| 08.12.2006      | 05  | Akcja „Dzięcioł”                      | Bird is the Word                               | Der Waldsänger                     |
| 08.12.2006      | 05  | Inspekcja                             | Best Behavior                                  | Die Inspektion                     |
|                 |     |                                       |                                                |                                    |
| 09.12.2006      | 06  | Złoto głupców                         | Fools Gold                                     | Hilfe, die Küche brennt!           |
|                 |     |                                       |                                                |                                    |
| 10.12.2006      | 07  | Asystent                              | Slight of Hand                                 | Der große Magier                   |
| 10.12.2006      | 07  | Żarty, nie dziękuję                   | Thanks, But No Pranks                          | Nie wieder Streiche                |
|                 |     |                                       |                                                |                                    |
| 11.12.2006      | 08  | Hipnoza                               | Mind Over Matter                               | Hercules und der Heuwagen          |
| 11.12.2006      | 08  | Łobuziak                              | Brat Pact                                      | Der Jungbrunnen                    |
|                 |     |                                       |                                                |                                    |
| 12.12.2006      | 09  | Niech wygrają najlepsi rodzice        | May the Best Parents Win                       | Elterntag                          |
|                 |     |                                       |                                                |                                    |
| 13.12.2006      | 10  | Próba dzielności                      | Not So Brave Brave                             | Indianer John                      |
| 13.12.2006      | 10  | Przyciąganie przeciwieństw            | Opposites Attract                              | Gangster in Nöten                  |
|                 |     |                                       |                                                |                                    |
| 14.12.2006      | 11  | Indiański zew miłości                 | Indian Love Call                               | Indianischer Liebeszauber          |
| 14.12.2006      | 11  | Nieudane zawody                       | Spoiled Sports                                 | Der Wettkampf                      |
|                 |     |                                       |                                                |                                    |
| 15.12.2006      | 12  | Gwiazdka w lipcu                      | Christmas in July                              | Prinzessin Venessa                 |
|                 |     |                                       |                                                |                                    |
| 16.12.2006      | 13  | Reżyser Rick                          | Rick Gets the Picture                          | Der Onkel aus Hollywood            |
| 16.12.2006      | 13  | Biedna, mała, bogata dziewczynka      | Poor Little Rich Girl                          | Die Geburtstagsüberraschung        |
|                 |     |                                       |                                                |                                    |
| SERIA DRUGA     |     |                                       |                                                |                                    |
|                 |     |                                       |                                                |                                    |
| 17.12.2006      | 14  | Robo-skaut                            | Robo-Camp                                      | Wunder der Wildnis                 |
| 17.12.2006      | 14  | Gość z daleka                         | The Glasnost Menagerie                         | Zugulina                           |
|                 |     |                                       |                                                |                                    |
| 18.12.2006      | 15  | Wojna kolorów i pokój                 | Color War And Peace                            | Der Krieg der Farben               |
|                 |     |                                       |                                                |                                    |
| 19.12.2006      | 16  | Obozowa kuchnia                       | Camp Cuisine                                   | Der Meisterkoch                    |
| 19.12.2006      | 16  | Bierz kompas i w nogi                 | Take The Compass And Run                       | Iggy auf krummen Touren            |
|                 |     |                                       |                                                |                                    |
| 25.01.2007      | 17  | Karmelowy kurort                      | Candy Springs                                  | Schlammbad auf Camp Candy          |
|                 |     |                                       |                                                |                                    |
| 20.12.2006      | 18  | Taaka ryba                            | Wish Upon A Fish                               | Der große Fisch                    |
|                 |     |                                       |                                                |                                    |
| 12.01.2010      | 19  | Wziąć Byka za rogi                    | Taking the Bully by the Horns                  | Der Neue                           |
| 12.01.2010      | 19  | Karmelowy rock                        | Rock Candy                                     | Das Benefizkonzert                 |
|                 |     |                                       |                                                |                                    |
| 21.12.2006      | 20  | Kochani rodzice                       | Dear Mom And Dad                               | Viele Geständnisse                 |
|                 |     |                                       |                                                |                                    |
| 22.12.2006      | 21  | Powstań i zbieraj                     | Stand Up And Deliver                           | Die Camp Candy Show                |
| 22.12.2006      | 21  | Bezlitośni obozowicze                 | Ruthless Campers                               | Rex’ Neffen                        |
|                 |     |                                       |                                                |                                    |
| 23.12.2006      | 22  | Arka Ruby                             | Robin’s Ark                                    | Robins Arche                       |
|                 |     |                                       |                                                |                                    |
| 24.12.2006      | 23  | Karmel i mrówki                       | Candy And The Ants                             | Die Invasion                       |
| 24.12.2006      | 23  | Mądry łoś, głupi wybór                | Smart Moose, Foolish Choice                    | Ich glaub’, mich knutscht ein Elch |
|                 |     |                                       |                                                |                                    |
| 25.12.2006      | 24  | Era preobozowa                        | One Million Years B.C.                         | Zurück in die Steinzeit            |
|                 |     |                                       |                                                |                                    |
| 26.12.2006      | 25  | Leśni dowcipnisie                     | Jokers Of The Wild                             | Fangt den Schnurps                 |
| 26.12.2006      | 25  | Wujcio Luke                           | Uncle Rexie                                    | Wer bin ich?                       |
|                 |     |                                       |                                                |                                    |
| 27.12.2006      | 26  | Paczka pełna strachu                  | Scare Package                                  | Horror in Camp Candy               |
|                 |     |                                       |                                                |                                    |
| SERIA TRZECIA   |     |                                       |                                                |                                    |
|                 |     |                                       |                                                |                                    |
| 03.02.2007      | 27  | Czy będziemy w telewizji?             | TV or Not TV                                   | Hoher Besuch                       |
|                 |     |                                       |                                                |                                    |
| 28.12.2006      | 28  | Wypoczywaj śpiewająco                 | Rock and Rest                                  | Die Candy-Musiker                  |
| 28.12.2006      | 28  | (Zaczarowany las)                     | Rick Van Winkle                                | Der Zauberwald                     |
|                 |     |                                       |                                                |                                    |
| 29.12.2006      | 29  | Ostatnie słowo                        | The Last Word                                  | Rast im Regenwald                  |
|                 |     |                                       |                                                |                                    |
| 30.12.2006      | 30  | Dzięcioł bambusowy                    | The Bamboo Woodpecker                          | Der Bambus-Specht                  |
| 30.12.2006      | 30  | Żabi proszek                          | A Ribbeting Experience                         | Der Hexenberg                      |
|                 |     |                                       |                                                |                                    |
| 31.12.2006      | 31  | W samo południe                       | Wild, Wild Candy                               | Alte Zeiten                        |
|                 |     |                                       |                                                |                                    |
| 01.01.2007      | 32  | Czasem śnieg, czasem deszcz           | When It Rains...It Snows                       | Der Regenmacher                    |
|                 |     |                                       |                                                |                                    |
| 02.01.2007      | 33  | Gorączka Polkowej nocy                | Saturday Night Polka Fever                     | Flotte Tänzer                      |
|                 |     |                                       |                                                |                                    |
| 03.01.2007      | 34  | Miliony Chestera                      | Chester's Millions                             | Boss, nehmen Sie meine Millionen!  |
|                 |     |                                       |                                                |                                    |
| 04.01.2007      | 35  | Bzyczący problem                      | Bee Prepared                                   | Die Superbiene                     |
| 04.01.2007      | 35  | Głos ciszy                            | Signs of Silence                               | Die Kunst der Zeichensprache       |
|                 |     |                                       |                                                |                                    |
| 05.01.2007      | 36  | Trójwymiarowe przygody Doktora Języka | Dr. Tongue's Amazing Adventure                 | Gruselgeschichten                  |
| 05.01.2007      | 36  | Szczęśliwy pies                       | Lucky Dog                                      | Der Hund Lucky                     |
|                 |     |                                       |                                                |                                    |
| 06.01.2007      | 37  | Pisarz John Karmel                    | Wild World of Camping                          | Der Bestseller-Autor               |
| 06.01.2007      | 37  | Zupełne zapomnienie                   | Total Lack of Recall                           | Gedächtnisschwund                  |
|                 |     |                                       |                                                |                                    |
| 07.01.2007      | 38  | Walka na odznaki                      | Battle of the Badges                           | Der Kampf um die Abzeichen         |
| 07.01.2007      | 38  | Powrót Wielkiej Trójki                | The Return of the Magnificent Three            | Drei Männer im Eis                 |
|                 |     |                                       |                                                |                                    |
| 08.01.2007      | 39  | Panie i Panowie, oto Bobby Bittman    | Ladies and Gentlemen, Your Host, Bobby Bittman | Ein historisches Jubiläum          |
|                 |     |                                       |                                                |                                    |

## Streszczenia odcinków
1. Zły duch bagnistego lasu
John organizuje pierwszą noc przy ognisku. Chce on całą noc spędzić na opowiadaniu historii o duchach, w przebraniu duchów. Jednak tylko John przebiera się za potwora. Mały Iggy boi się cokolwiek zrobić, tak jak i pozostali. Gdy dzieci po kolei opowiadają straszne historie, przychodzi kolej na Johna. Wtedy rozpoczyna się horror…
3. Stwór z Jeziora Kaczanoga
Przez przypadek Chester dowiaduje się o ogromnym skarbie na dnie jeziora Kaczanoga. Mówi o tym Lukowi de Lasso, który podczas festynu zorganizowanego przez Johna, wpada do jeziora i znajduje skarb. Na szczęście, na festynie są również ludzie z muzeum, którzy zabierają skarb do niego, a Lukowi de Lasso proponują nagrodę – miesięczne sprzątanie w muzeum.
13. Reżyser Rick – Biedna, mała, bogata dziewczynka
W odcinku pierwszym Rick kręci swój pierwszy film. Jak mu wyjdzie – zobaczcie sami.
W odcinku drugim Vanessa ma urodziny, ale wygląda na to, że rodzice o nich zapomnieli. Nagle John dostaje list od rodziców Vanessy, a pod jego nieobecność, Vanessa go wykrada. Olka chce temu zapobiec, mówiąc, że nie wolno czytać cudzej korespondencji. Gdy dziewczynki szarpią się z listem,  on przerywa się na pół, i zostaje skrawek, na którym jest napisane, że Vanessa jest sierotą. Vanessa, zrozpaczona, wyrusza na niebezpieczną przygodę w lesie.
14. Robo-skaut – Gość z daleka
W odcinku pierwszym ktoś anonimowo podpisuje się pod paczką nadesłaną do Karmelowego Obozu. Okazuje się, że to robot umiejący wszystko. Nadciągają kłopoty, bo maszyna niszczy wszystko, co napotka na swojej drodze.
W odcinku drugim na Karmelowy Obóz przybywa Gość z daleka, i także wszystko niszczy.
15. Wojna kolorów i pokój
Na Karmelowy Obóz przyjeżdża nowy obozowicz. Wprowadza on na obozie zamęt – organizuje wojnę kolorów, przez co psują się przyjaźnie, a wszyscy nieustannie ze sobą rywalizują. Wielka przyjaźń Ruby i Olki kończy się, gdy Ruby zdejmuje bransoletkę przyjaźni.
17. Karmelowy kurort
Kiedy piękny kurort Luka de Lasso robi karierę i zarabia, Karmelowy Obóz potrzebuje nowy sprzęt. Tymczasem John wybiera się do miasta, ponieważ ma się tam odbyć gala, a John jest nominowany do kategorii o najlepszym druhu. W tym samym czasie siostra Molly organizuje karmelowy kurort, na którym przerabia obóz na ośrodek wypoczynkowy. Niestety, wczasowiczom to nie odpowiada, i grożą siostrze sądem. Molly kontaktuje się z Johnem, a gdy ten przyjeżdża, przebiera się za znaną aktorkę, i chwali obóz. Wczasowicze sądzą, że skoro aktorka J.T. chwali obóz, to oznacza, że nie jest taki zły. Odwołują więc sprawę z sądem, nie poznając Johna. Do Johna przychodzi list, że wygrał w kategorii najlepszy druh, prześcigając druha z obozu Buciorów.
18. Taaka ryba
22. Arka Ruby
Nad Karmelowym Obozem zbiera się burza. Ruby, wielka wielbicielka zwierząt buduje więc arkę, którą razem ze zwierzętami i Olką wypływa na Jezioro Kaczanoga. Dziewczynki jednak gubią się. W tym samym czasie John i dzieciaki przygotowują się na odebranie odznak, bo przyjeżdżają rodzice. Gdy przybywają, Olki i Ruby nie ma. To tu bojaźliwy Iggy musi je uratować.
24. Era preobozowa
John Karmel i dzieciaki protestują, gdy Luke de Lasso zatrudnia buldożery, by te wycięły wszystkie drzewa w lesie. Karmelowy Obóz nie może jednak nic w tej sytuacji zrobić, bo teren należy do Luke'a de Lasso. Uciekając przed deszczem, kryją się w jaskini, gdzie poznają plemię jaskiniowców wyglądających jak obozowicze, John, Luke de Lasso i Chester!
25. Leśni dowcipnisie – Wujcio Luke
W odcinku pierwszym na obozie ktoś ciągle robi niemiłe żarty, Johnowi, np. ktoś włożył żaby do szafki. John postanawia więc wyruszyć do lasu, aby upolować snajpa.
W odcinku drugim pani Węzełek ma podarować obozowi nowe pianino, pod warunkiem, że obóz będzie lśnić. Niestety, na Johna spada drzewo, i traci pamięć. Idzie więc do Luke'a de Lasso, demolując jego dom, czyli bawiąc się, bo myśli, że Luke to jego wujek!
28. Wypoczywaj śpiewająco
Na Karmelowy Obóz przyjeżdża rockowy piosenkarz Axel. To oznacza tylko jedno: zemstę Luke'a de Lasso, który wysyła fanów na obóz, mimo że Axel przyjeżdża, by odpocząć od rocka.
31. W samo południe
Na Karmelowy Obóz przyjeżdża bardzo stary obozowicz, który wspomina stare czasy życia na obozie. Luke de Lasso pokazuje Johnowi dokument, na którym napisane jest, że droga do obozu należy do Luke'a. Luke odcina obóz od cywilizacji. Stary obozowicz ratuje obóz oryginałem dokumentu, który Luke sfałszował.
32. Czasem deszcz, czasem śnieg
Karmelowemu Obozowi dokucza upał. W tym czasie Luke de Lasso sprawia, że na obozie, w lipcu, spadł śnieg! Zdenerwowany, że John i dzieciaki świetnie się bawią, robi coś o wiele gorszego.
37. Pisarz John Karmel – Zupełne zapomnienie
W odcinku pierwszym John pisze książkę o Karmelowym Obozie. Na obóz przyjeżdżają filmowcy, by to sfilmować. Fani Karmelowego Obozu wiedzą, że to nie wróży nic dobrego.
W drugim odcinku, podczas gry w baseball John dostaje piłką w głowę, i traci pamięć. To źle, bo okropna ekipa Luke'a de Lasso wysyła ludzi na obóz, a John nawet nie wie, gdzie jest.
38. Walka na odznaki – Powrót wielkiej trójki
W odcinku pierwszym jest przeddzień zakończenia obozu. John organizuje więc wojnę na odznaki, czyli kto zdobędzie ich więcej. Obozowicze zapominają więc o naturze, i zajęci są odznakami. To oznacza: śmieci, nieporządek i kłopoty!
W odcinku drugim John organizuje Noc Zmyślonych Historii. Gdy przychodzi kolej na druha, John opowiada historię zimową – John spotyka epokę lodowcową zamrożoną w wielkości mamuta!
39. Panie i panowie, oto Bobby Bitman
John organizuje na obozie festyn i z tego powodu do Karmelowego Obozu przybywa znany komik, Bobby Bitman. To nie wróży szczęścia.